# Etambutolo
L'etambutolo  è un principio attivo che si utilizza contro la tubercolosi. Farmaco chemioterapico antitubercolare attivo contro micobatteri resistenti ad altri farmaci comunemente usati per il trattamento della tubercolosi.
In ordine di potenza decrescente D>MESO>L
Esiste sotto forma di due isomeri e viene utilizzata solo la forma D perché 100-200 volte più potente della L.
È attivo su bacilli resistenti all'isoniazide e alla streptomicina.
Studi SAR: Ogni modifica di questo farmaco causa perdita di attività; si possono solo preparare dei profarmaci come O-alchilderivati, che vengono poi idrolizzati in vivo.

## Meccanismo d'azione
Blocca l'enzima arabinosil-transferasi che catalizza la polimerizzazione del D-arabinofuranosio a dare arabinofuranosilgalattosio componente della parete micobatterica.

## Controindicazioni
Da evitare in caso di insufficienza renale, prima e durante il trattamento bisogna controllare la vista, in quanto il farmaco è in grado di causare l'infiammazione del nervo ottico. Per questo motivo si consigliano regolari consultazioni oftalmologhe a scadenza mensile durante la terapia iniziale della tubercolosi con l'etambutolo.

## Dosaggi
- 15 mg/kg al giorno. I sali di alluminio ne riducono la biodisponibilità orale.

## Effetti indesiderati
Fra gli effetti collaterali più frequenti si riscontrano neurite ottica, neurite periferica, orticaria, trombocitopenia, rash cutaneo.